# Partecipanti alla Tirreno-Adriatico 2025
Elenco dei partecipanti alla Tirreno-Adriatico 2025.
La Tirreno-Adriatico 2025 è stata la sessantesima edizione della corsa. Alla competizione presero parte 24 squadre: le diciotto iscritte all'UCI World Tour 2025, e sei squadre dell'UCI Europe Tour 2025.
Ciascuna delle squadre è composta da sette ciclisti, per un totale di 168 ciclisti.

## Corridori per squadra
| Alpecin-Deceuninck      | Alpecin-Deceuninck      | Alpecin-Deceuninck      | Arkéa-B&B Hotels                | Arkéa-B&B Hotels                | Arkéa-B&B Hotels                | Bahrain Victorious    | Bahrain Victorious     | Bahrain Victorious    |
| ----------------------- | ----------------------- | ----------------------- | ------------------------------- | ------------------------------- | ------------------------------- | --------------------- | ---------------------- | --------------------- |
| Nº                      | Ciclista                | Clas.                   | Nº                              | Ciclista                        | Clas.                           | Nº                    | Ciclista               | Clas.                 |
| 1                       | Mathieu van der Poel    | 50º                     | 11                              | Amaury Capiot                   | 127º                            | 21                    | Antonio Tiberi         | 3º                    |
| 2                       | Samuel Gaze             | 115º                    | 12                              | Anthony Delaplace               | 73º                             | 22                    | Pello Bilbao           | 9º                    |
| 3                       | Robbe Ghys              | NP 3ª                   | 13                              | Mathis Le Berre                 | 107º                            | 23                    | Damiano Caruso         | 66º                   |
| 4                       | Gal Glivar              | 74º                     | 14                              | Cristián Rodríguez              | 47º                             | 24                    | Afonso Eulálio         | R 5ª                  |
| 5                       | Xandro Meurisse         | 114º                    | 15                              | Kévin Vauquelin                 | 12º                             | 25                    | Fran Miholjević        | 120º                  |
| 6                       | Johan Price-Pejtersen   | R 5ª                    | 16                              | Clément Venturini               | 80º                             | 26                    | Andrea Pasqualon       | 123º                  |
| 7                       | Gianni Vermeersch       | 54º                     | 17                              | Alessandro Verre                | R 5ª                            | 27                    | Robert Stannard        | 89º                   |
| Cofidis                 | Cofidis                 | Cofidis                 | Decathlon AG2R La Mondiale Team | Decathlon AG2R La Mondiale Team | Decathlon AG2R La Mondiale Team | EF Education-EasyPost | EF Education-EasyPost  | EF Education-EasyPost |
| Nº                      | Ciclista                | Clas.                   | Nº                              | Ciclista                        | Clas.                           | Nº                    | Ciclista               | Clas.                 |
| 31                      | Ion Izagirre            | 28º                     | 41                              | Johan Staune-Mittet             | 36º                             | 51                    | Richard Carapaz        | 18º                   |
| 32                      | Alex Aranburu           | 29º                     | 42                              | Sam Bennett                     | 136º                            | 52                    | Ben Healy              | 24º                   |
| 33                      | Bryan Coquard           | 129º                    | 43                              | Dries De Bondt                  | 86º                             | 53                    | Samuele Battistella    | 93º                   |
| 34                      | Valentin Ferron         | 132º                    | 44                              | Dorian Godon                    | 100º                            | 54                    | Esteban Chaves         | 40º                   |
| 35                      | Jan Maas                | 95º                     | 45                              | Tord Gudmestad                  | 124º                            | 55                    | Rui Costa              | R 5ª                  |
| 36                      | Paul Ourselin           | 70º                     | 46                              | Nicolas Prodhomme               | 37º                             | 56                    | James Shaw             | NP 1ª                 |
| 37                      | Benjamin Thomas         | 71º                     | 47                              | Andrea Vendrame                 | 31º                             | 57                    | Michael Valgren        | R 2ª                  |
| Groupama-FDJ            | Groupama-FDJ            | Groupama-FDJ            | Ineos Grenadiers                | Ineos Grenadiers                | Ineos Grenadiers                | Intermarché-Wanty     | Intermarché-Wanty      | Intermarché-Wanty     |
| Nº                      | Ciclista                | Clas.                   | Nº                              | Ciclista                        | Clas.                           | Nº                    | Ciclista               | Clas.                 |
| 61                      | David Gaudu             | R 2ª                    | 71                              | Filippo Ganna                   | 2º                              | 81                    | Kamiel Bonneu          | 98º                   |
| 62                      | Lorenzo Germani         | 65º                     | 72                              | Laurens De Plus                 | 46º                             | 82                    | Vito Braet             | R 6ª                  |
| 63                      | Romain Grégoire         | 15º                     | 73                              | Lucas Hamilton                  | 116º                            | 83                    | Francesco Busatto      | 58º                   |
| 64                      | Valentin Madouas        | 35º                     | 74                              | Michał Kwiatkowski              | R 5ª                            | 84                    | Kevin Colleoni         | 81º                   |
| 65                      | Quentin Pacher          | 39º                     | 75                              | Salvatore Puccio                | R 7ª                            | 85                    | Tom Paquot             | R 2ª                  |
| 66                      | Paul Penhoët            | 101º                    | 76                              | Brandon Rivera                  | 41º                             | 86                    | Louis Barré            | NP 1ª                 |
| 67                      | Clément Russo           | 105º                    | 77                              | Connor Swift                    | 77º                             | 87                    | Jonas Rutsch           | 43º                   |
| Israel-Premier Tech     | Israel-Premier Tech     | Israel-Premier Tech     | Lidl-Trek                       | Lidl-Trek                       | Lidl-Trek                       | Movistar Team         | Movistar Team          | Movistar Team         |
| Nº                      | Ciclista                | Clas.                   | Nº                              | Ciclista                        | Clas.                           | Nº                    | Ciclista               | Clas.                 |
| 91                      | Derek Gee               | 4º                      | 101                             | Giulio Ciccone                  | 13º                             | 111                   | Nairo Quintana         | 32º                   |
| 92                      | Pascal Ackermann        | R 3ª                    | 102                             | Simone Consonni                 | R 5ª                            | 112                   | Jorge Arcas            | 67º                   |
| 93                      | Marco Frigo             | 76º                     | 103                             | Amanuel Gebreigzabhier          | 112º                            | 113                   | Orluis Aular           | 52º                   |
| 94                      | Jakob Fuglsang          | 84º                     | 104                             | Jonathan Milan                  | 135º                            | 114                   | Davide Formolo         | 51º                   |
| 95                      | Hugo Houle              | R 3ª                    | 105                             | Toms Skujiņš                    | 104º                            | 115                   | Einer Rubio            | 20º                   |
| 96                      | Nadav Raisberg          | 128º                    | 106                             | Jasper Stuyven                  | 44º                             | 116                   | Pelayo Sánchez         | R 6ª                  |
| 97                      | Jake Stewart            | 118º                    | 107                             | Edward Theuns                   | 130º                            | 117                   | Natnael Tesfatsion     | 99º                   |
| Q36.5 Pro Cycling Team  | Q36.5 Pro Cycling Team  | Q36.5 Pro Cycling Team  | Red Bull-Bora-Hansgrohe         | Red Bull-Bora-Hansgrohe         | Red Bull-Bora-Hansgrohe         | Soudal Quick-Step     | Soudal Quick-Step      | Soudal Quick-Step     |
| Nº                      | Ciclista                | Clas.                   | Nº                              | Ciclista                        | Clas.                           | Nº                    | Ciclista               | Clas.                 |
| 121                     | Thomas Pidcock          | 6º                      | 131                             | Jai Hindley                     | 5º                              | 141                   | Mikel Landa            | 7º                    |
| 122                     | Xabier Azparren         | NP 3ª                   | 132                             | Roger Adrià                     | 48º                             | 142                   | Mattia Cattaneo        | 10º                   |
| 123                     | Gianluca Brambilla      | R 5ª                    | 133                             | Jonas Koch                      | 94º                             | 143                   | Josef Černý            | 117º                  |
| 124                     | David de la Cruz        | 8º                      | 134                             | Filip Maciejuk                  | 83º                             | 144                   | Paul Magnier           | 91º                   |
| 125                     | Damien Howson           | 119º                    | 135                             | Gianni Moscon                   | 62º                             | 145                   | Valentin Paret-Peintre | 38º                   |
| 126                     | Mark Donovan            | 53º                     | 136                             | Anton Palzer                    | NP3ª                            | 146                   | Casper Pedersen        | 90º                   |
| 127                     | Nickolas Zukowsky       | R 7ª                    | 137                             | Tim van Dijke                   | 82º                             | 147                   | Pepijn Reinderink      | 111º                  |
| Team Jayco AlUla        | Team Jayco AlUla        | Team Jayco AlUla        | Team Picnic PostNL              | Team Picnic PostNL              | Team Picnic PostNL              | Team Polti VisitMalta | Team Polti VisitMalta  | Team Polti VisitMalta |
| Nº                      | Ciclista                | Clas.                   | Nº                              | Ciclista                        | Clas.                           | Nº                    | Ciclista               | Clas.                 |
| 151                     | Filippo Zana            | 25º                     | 161                             | Chris Hamilton                  | 34º                             | 171                   | Davide Piganzoli       | 17º                   |
| 152                     | Eddie Dunbar            | R 5ª                    | 162                             | Bjoern Koerdt                   | R 7ª                            | 172                   | Davide Bais            | 108º                  |
| 153                     | Patrick Gamper          | 125º                    | 163                             | Gijs Leemreize                  | 49º                             | 173                   | Giovanni Lonardi       | 106º                  |
| 154                     | Dylan Groenewegen       | 137º                    | 164                             | Enzo Leijnse                    | 102º                            | 174                   | Mirco Maestri          | 59º                   |
| 155                     | Luka Mezgec             | 126º                    | 165                             | Niklas Märkl                    | 122º                            | 175                   | Francisco Muñoz        | 92º                   |
| 156                     | Elmar Reinders          | 133º                    | 166                             | Casper van Uden                 | 85º                             | 176                   | Andrea Pietrobon       | 109º                  |
| 157                     | Jasha Sütterlin         | 75º                     | 167                             | Bram Welten                     | NP 6ª                           | 177                   | Alessandro Tonelli     | 61º                   |
| Team Visma-Lease a Bike | Team Visma-Lease a Bike | Team Visma-Lease a Bike | Tudor Pro Cycling Team          | Tudor Pro Cycling Team          | Tudor Pro Cycling Team          | UAE Team Emirates XRG | UAE Team Emirates XRG  | UAE Team Emirates XRG |
| Nº                      | Ciclista                | Clas.                   | Nº                              | Ciclista                        | Clas.                           | Nº                    | Ciclista               | Clas.                 |
| 181                     | Simon Yates             | 14º                     | 191                             | Marc Hirschi                    | 23º                             | 201                   | Juan Ayuso             | 1º                    |
| 182                     | Olav Kooij              | 96º                     | 192                             | Alexander Krieger               | 134º                            | 202                   | Rui Oliveira           | R 7ª                  |
| 183                     | Steven Kruijswijk       | 69º                     | 193                             | Rick Pluimers                   | 55º                             | 203                   | Isaac Del Toro         | 19º                   |
| 184                     | Daniel McLay            | 131º                    | 194                             | Florian Stork                   | 79º                             | 204                   | Felix Großschartner    | 60º                   |
| 185                     | Cian Uijtdebroeks       | R 7ª                    | 195                             | Lawrence Warbasse               | 68º                             | 205                   | Rafał Majka            | 72º                   |
| 186                     | Attila Valter           | 56º                     | 196                             | Hannes Wilksch                  | 57º                             | 206                   | Domen Novak            | R 7ª                  |
| 187                     | Dylan van Baarle        | 88º                     | 197                             | Maikel Zijlaard                 | 121º                            | 207                   | Adam Yates             | 16º                   |
| Uno-X Mobility          | Uno-X Mobility          | Uno-X Mobility          | VF Group-Bardiani CSF-Faizanè   | VF Group-Bardiani CSF-Faizanè   | VF Group-Bardiani CSF-Faizanè   | XDS Astana Team       | XDS Astana Team        | XDS Astana Team       |
| Nº                      | Ciclista                | Clas.                   | Nº                              | Ciclista                        | Clas.                           | Nº                    | Ciclista               | Clas.                 |
| 211                     | Magnus Cort Nielsen     | 110º                    | 221                             | Manuele Tarozzi                 | 63º                             | 231                   | Alberto Bettiol        | NP 3ª                 |
| 212                     | Fredrik Dversnes        | 45º                     | 222                             | Lorenzo Conforti                | R 4ª                            | 232                   | Nicola Conci           | 33º                   |
| 213                     | Ådne Holter             | 103º                    | 223                             | Luca Covili                     | 42º                             | 233                   | Lorenzo Fortunato      | 21º                   |
| 214                     | Anders Johannessen      | 78º                     | 224                             | Filippo Fiorelli                | 30º                             | 234                   | Florian Kajamini       | 27º                   |
| 215                     | Tobias Johannessen      | 11º                     | 225                             | Alessandro Pinarello            | 22º                             | 235                   | Wout Poels             | R 5ª                  |
| 216                     | William Blume Levy      | 97º                     | 226                             | Matteo Scalco                   | 64º                             | 236                   | Davide Toneatti        | 87º                   |
| 217                     | Søren Wærenskjold       | 138º                    | 227                             | Enrico Zanoncello               | 113º                            | 237                   | Simone Velasco         | 26º                   |

### Legenda
| Legenda | Legenda | Legenda | Legenda                                                       |
| ------- | --- | ------- | ------------------------------------------------------------- |
| Nº      | Dorsale di partenza del ciclista | Clas.   | Posizione finale nella classifica generale                    |
|         | Indica il vincitore della classifica generale                                                                                        |         | Indica il vincitore della classifica scalatori                |
|         | Indica il vincitore della classifica a punti                                                                                         |         | Indica il vincitore della classifica dei giovani              |
| NP      | Indica un ciclista che non è ripartito in una tappa la mattina                                                                       | R       | Indica un ciclista che si è ritirato in una tappa             |
| FT      | Indica un ciclista che ha concluso una tappa fuori tempo, ossia ha impiegato più tempo rispetto a quanto stabilito dal tempo massimo | SQ      | Corridore squalificato per non aver rispettato il regolamento |